# Pęd Plancka
Pęd Plancka – jednostka pędu w naturalnym systemie jednostek, oznaczana jako mPc. Jest iloczynem masy Plancka mP i prędkości światła w próżni:
{\displaystyle m_{\text{P}}c={\frac {\hbar }{l_{\text{P}}}}={\sqrt {\frac {\hbar c^{3}}{G}}}\approx 6{,}52485{\text{ kg m/s}},}
gdzie:
{\displaystyle \hbar } – zredukowana stała Plancka,
{\displaystyle l_{\text{P}}} – długość Plancka,
{\displaystyle G} – stała grawitacji.